# Zbigniew Kamiński (polityk)
Zbigniew Kazimierz Kamiński (ur. 2 lutego 1939 w Kutnie) – polski polityk, ekonomista, poseł na Sejm X kadencji (1989–1991).

## Życiorys
Ukończył w 1978 studia ekonomiczne na Uniwersytecie Łódzkim. Pracował na stanowisku specjalisty ds. organizacji w Zakładach Metalurgicznych w Kutnie. Był członkiem Polskiej Zjednoczonej Partii Robotniczej, z której został usunięty za „bliskie kontakty z Kościołem”. W 1980 wstąpił do Niezależnego Samorządnego Związku Zawodowego „Solidarność”, tworzył struktury związku w regionie. Po wprowadzeniu stanu wojennego internowano go na okres prawie ośmiu miesięcy.
W 1989 został wybrany na posła na Sejm X kadencji z okręgu kutnowskiego, kandydował z poparciem Komitetu Obywatelskiego. Pracował w Komisji Systemu Gospodarczego i Polityki Przemysłowej oraz w Komisji Systemu Gospodarczego, Przemysłu i Budownictwa. Po zakończeniu kadencji pełnił funkcję kierownika Urzędu Rejonowego w Kutnie i następnie zastępcy dyrektora domu pomocy społecznej w tym mieście.
Działał w Partii Chrześcijańskich Demokratów i w Porozumieniu Polskich Chrześcijańskich Demokratów. W 2001 bezskutecznie kandydował do Sejmu z listy Akcji Wyborczej Solidarność Prawicy. Później przystąpił do Prawa i Sprawiedliwości, wchodzi w skład władz miejskich tego ugrupowania, a w 2006 i w 2010 z jego ramienia bez powodzenia kandydował do rady powiatu kutnowskiego.
W 2013, za wybitne zasługi dla przemian demokratycznych w Polsce, za osiągnięcia w działalności państwowej i publicznej, odznaczony Krzyżem Oficerskim Orderu Odrodzenia Polski. W 2017 otrzymał Krzyż Wolności i Solidarności.